# 정관장 레드스파크스
대전 정관장 레드스파크스(Daejeon JUNG KWAN JANG Red Sparks)은 한국배구연맹에 속한 대한민국의 여자 프로 배구단으로, 1988년에 창단한 한국전매공사 배구단(지금의 KT&G)이 모체다. 연고지는 대전광역시이며, 대전 삼성화재 블루팡스 와 함께 충무체육관을 홈구장으로 사용하고 있다.
2010년 9월 29일, 이사회 의결을 통해 스포츠단 관할 모기업이 KT&G에서 계열사인 한국인삼공사로 변경되었고, 2023년부터 한국인삼공사 관할 스포츠단에 한국인삼공사의 브랜드인 정관장을 적용하기로 하면서 정관장 레드스파크스로 개칭했다.

## 역대 명칭
- 한국전매공사 배구단 (1988년–1989년)
- 한국담배인삼공사 배구단 (1989년–2002년)
- KT&G 배구단 (2002년–2005년)
- KT&G 아리엘즈 (2005년–2010년)
- 한국인삼공사 프로배구단 (2010년–2011년)
- KGC인삼공사 프로배구단 (2011년–2023년)
- 정관장 레드스파크스 (2023년–현재)

## 내력
프로화 이전인 담배인삼공사 시절에는 호남정유 및 SK케미칼, 한일합섬, 현대건설 등에 밀려 그다지 빛을 보지 못했고, KT&G로 이름을 바꾸고 난 프로화 이후 두각을 보이기 시작했다. KT&G는 프로 원년인 2005년 시즌 정규 리그에서 2위로 플레이오프에 진출하여, 3위 팀 현대건설을 꺾었고, 챔피언 결정전에서도 도로공사를 꺾으면서 팀 창단 이래 첫 우승을 맛보았다. 그러나 김형실 감독의 후임으로 김의성 감독이 부임한 이듬 해 2006~2007 시즌에는 주축 선수들의 부상으로 24번의 경기 중 3승만을 기록하여 최하위로 떨어졌다.
2007년에 김의성 감독이 계약 만료로 물러나고 고려증권 선수 출신의 박삼용 감독이 부임했으며, 2007~2008 시즌을 앞두고 처음 시행된 FA 제도를 통해 도로공사로부터 국가대표팀 세터 김사니를 영입했고, 밀어넣기 등 소극적인 공격으로만 일관하던 주전 센터 김세영이 무게감 있는 공격을 하기 시작하면서 득점포를 가동했다. 또, 2007~2008 시즌 최고의 외국인 선수로 평가받았던 페르난다를 영입하면서 개막전에서 이전 시즌 챔피언 흥국생명을 제압하는 이변을 연출했고, 단숨에 정규 리그 2위를 기록했다. 그러나 마무리를 해 줄 수 있는 선수가 페르난다 외에는 없다는 단점을 보이며 플레이오프에서 GS칼텍스에게 챔피언 결정전 진출 티켓을 내주고 말았다.
2008년 시행된 2번째 FA에서는 주장을 맡았던 박경낭이 현대건설로 이적했고, 홍미선이 은퇴하는 등 주전 선수 이동이 많아 2008~2009 시즌 전력이 약화될 것으로 예상되었다. 그러나 박경낭과 홍미선을 대신하여 처음으로 주전을 맡은 한은지와 이연주가 활약하며 어느 정도 세대 교체에 성공하였다는 평을 받았다. 또, 세터 김사니·헝가리 출신 외국인 선수 마리안·센터 김세영 등 노련미를 갖춘 선수들이 제몫을 하면서, 시즌 후반 팀 통산 최다 연승인 8연승을 기록하며 2년 연속으로 정규 리그 준우승을 차지하고 플레이오프에 진출하였다. 그러나 흥국생명과의 첫 판에서 2:3으로 대역전패, 이후 2차전마저 빼앗기며 2년 연속 챔프전 문턱에서 쓴잔을 들었다.
하지만 포기하지 않았던 KT&G는 2010년에 GS칼텍스의 돌풍을 플레이오프에서 잠재웠고, 정규리그 1위 수원 현대건설 힐스테이트와 결승에서 맞붙어 4승 2패로 프로화 이후 2번째 우승을 차지하여 박삼용 감독에게 감독 생활 이래 첫 우승을 안겼다.
2010년 우승 후 KT&G가 스포츠단 관할 회사를 한국인삼공사로 변경하기로 이사회에서 결정하여, 현재의 팀명으로 변경되었다. 2012년에는 창단 이래 처음으로 정규 리그 1위를 차지했고, 2010년에 이어 다시 만난 수원 현대건설 힐스테이트를 3승 2패로 물리치고 창단 첫 통합 우승을 차지했다. 그 때 안양 KGC인삼공사 농구 팀도 우승하여 한국인삼공사 스포츠단에 겹경사를 이루어 내었다.
그러나 통합 우승 후 특급 용병 몬타뇨가 아제르바이잔 리그로 진출했고, 시즌 후 박삼용 감독이 사임하고 수석코치 이성희에게 감독직을 넘겼다. 거기에 김세영과 한유미, 장소연 등 몇몇 베테랑 선수들이 잇따라 현역에서 은퇴하는 바람에 전력이 급격히 약화되어, 2012년 코보컵 대회부터 좋지 않은 모습을 보여 주기 시작하였고, 2012-2013 정규 시즌에 연패를 거듭하며 다시 최하위로 떨어졌다.
그러나 16-17 시즌 완전히 달라졌다. 서남원 감독을 영입하여 포지션 변경을 완벽하게 성공하며 원래 사만다 미들본을 트라이아웃으로 영입하려 했으나 임신을 이유로 고사했고 그 대체자로 알레나 버그스마를 영입했다. 그리고 나서 3월11일 기업은행을 3:0으로 이겼으나 다음날 장충에서 GS가 현대건설을 3대1로 이긴덕에 극적으로 살아났고 준결승에서 기업은행을 만난다. 18일 화성에서 세트스코어 3대1로 패했다. 20일 대전에서 알레나가 혼자 55점을 넣으며 3:2로 역전승을 했고 22일날 화성에서 3대1로 지며 결승진출에는 실패했다.

## 역대 성적

### 실업시절
| 시즌            | 순위 |
| --------------- | ---- |
| 제6회 대통령배  | —    |
| 제7회 대통령배  | —    |
| 제8회 대통령배  | —    |
| 제9회 대통령배  | —    |
| 제10회 대통령배 | —    |
| 제11회 대통령배 | —    |
| 1995 슈퍼리그   | —    |
| 1996 슈퍼리그   | —    |
| 1997 슈퍼리그   | —    |
| 1998 슈퍼리그   | —    |
| 1999 슈퍼리그   | 3위  |
| 2000 슈퍼리그   | —    |
| 2001 슈퍼리그   | —    |
| 2002 슈퍼리그   | 3위  |
| 2002 슈퍼리그   | 2위  |
| 2003 슈퍼리그   | 3위  |
| 2004 V-투어     | 3위  |

### 프로시절
| 시즌    | 정규리그 | 정규리그 | 정규리그 | 정규리그 | 정규리그 | 정규리그 | 포스트시즌                                                            |
| 시즌    | 경기수   | 승       | 패       | 승률     | 승점     | 순위     | 포스트시즌                                                            |
| ------- | -------- | -------- | -------- | -------- | -------- | -------- | --------------------------------------------------------------------- |
| 2005    | 16       | 11       | 5        | —        | 27       | 2위      | 플레이오프 승리 (2–0, 현대건설) 챔피언결정전 승리 (3–1, 한국도로공사) |
| 2005-06 | 28       | 16       | 12       | —        | 16       | 3위      | 플레이오프 패배 (0–2, 한국도로공사)                                   |
| 2006-07 | 24       | 3        | 21       | 0.125    | —        | 5위      | —                                                                     |
| 2007-08 | 28       | 17       | 11       | 0.607    | —        | 2위      | 플레이오프 패배 (0–2, GS칼텍스)                                       |
| 2008-09 | 28       | 17       | 11       | 0.607    | —        | 2위      | 플레이오프 패배 (0–2, 흥국생명)                                       |
| 2009-10 | 28       | 19       | 9        | 0.679    | —        | 2위      | 플레이오프 승리 (3–0, GS칼텍스) 챔피언결정전 승리 (4–2, 현대건설)     |
| 2010-11 | 24       | 8        | 16       | 0.333    | —        | 4위      | —                                                                     |
| 2011-12 | 30       | 20       | 10       | 0.667    | 62       | 1위      | 챔피언결정전 승리 (3–2, 현대건설)                                     |
| 2012-13 | 30       | 5        | 25       | 0.167    | 15       | 6위      | —                                                                     |
| 2013-14 | 30       | 14       | 16       | 0.467    | 48       | 3위      | 플레이오프 패배 (0–2, GS칼텍스)                                       |
| 2014-15 | 30       | 8        | 22       | 0.267    | 26       | 6위      | —                                                                     |
| 2015-16 | 30       | 7        | 23       | 0.233    | 22       | 6위      | —                                                                     |
| 2016-17 | 30       | 15       | 15       | 0.500    | 44       | 3위      | 플레이오프 패배 (1–2, IBK기업은행)                                    |
| 2017-18 | 30       | 12       | 18       | 0.400    | 35       | 5위      | —                                                                     |
| 2018-19 | 30       | 6        | 24       | 0.200    | 21       | 6위      | —                                                                     |
| 2019-20 | 26       | 13       | 13       | 0.500    | 36       | 4위      | 조기종료                                                              |
| 2020-21 | 30       | 13       | 17       | 0.433    | 39       | 5위      | —                                                                     |
| 2021-22 | 32       | 15       | 17       | 0.469    | 46       | 3위      | 조기종료                                                              |

### 우승 경력
- V-리그
  - 우승 (3): 2005, 2009-10, 2011-12

- KOVO컵
  - 우승 (2): 2008, 2018

## 홈구장
- 충무체육관 (2005년–현재)

## 선수

### 현재명단
감독: 고희진
| 번호 | 이름     | 포지션        | 출생일           | 키     | 국적       |
| ---- | -------- | ------------- | ---------------- | ------ | ---------- |
| 1    | 표승주   | 레프트        | 1992년 8월 7일   | 176 cm | 대한민국   |
| 2    | 안예림   | 세터          | 2001년 9월 21일  | 182 cm | 대한민국   |
| 3    | 염혜선   | 세터          | 1991년 2월 3일   | 177 cm | 대한민국   |
| 7    | 손혜진   | 세터          | 2006년 4월 16일  | 171 cm | 대한민국   |
| 5    | 노란     | 리베로        | 1994년 3월 17일  | 167 cm | 대한민국   |
| 6    | 박은진   | 센터          | 1999년 12월 15일 | 187 cm | 대한민국   |
| 12   | 이예담   | 레프트        | 2003년 8월 20일  | 185 cm | 대한민국   |
| 8    | 메가왓티 | 센터          | 1999년 9월 20일  | 185 cm | 인도네시아 |
| 10   | 박혜민   | 레프트        | 2000년 11월 8일  | 181 cm | 대한민국   |
| 11   | 곽선옥   | 레프트        | 2005년 1월 1일   | 178 cm | 대한민국   |
| 16   | 신은지   | 라이트        | 2005년 6월 29일  | 176 cm | 대한민국   |
| 4    | 전다빈   | 레프트        | 2006년 7월 8일   | 175 cm | 대한민국   |
| 13   | 정수지   | 리베로        | 2005년 1월 31일  | 167 cm | 대한민국   |
| 14   | 김채나   | 세터          | 1996년 5월 4일   | 173 cm | 대한민국   |
| 15   | 이선우   | 레프트        | 2002년 7월 12일  | 184 cm | 대한민국   |
| 17   | 정호영   | 레프트        | 2001년 8월 23일  | 190 cm | 대한민국   |
| 18   | 이지수   | 센터          | 2003년 6월 18일  | 183 cm | 대한민국   |
| 20   | 최효서   | 리베로        | 2004년 5월 20일  | 168 cm | 대한민국   |
| 33   | 부키리치 | 레프트,라이트 | 1999년 6월 13일  | 198 cm | 세르비아   |

### 은퇴 선수
- 김남순 (2004년 은퇴)
- 최광희 (2007년 은퇴)
- 이정옥 (2011년 은퇴)

### 코칭스태프
2024-25시즌 기준.
- 감독: 고희진
- 수석코치: 이강주
- 코치: 김정환,공태현
- 전략코치: 김달호
- 수석트레이너: 신진식
- 트레이너: 박창배, 권범준
- 매니저: 신동민,오유란
- 통역: 김현정

## 개인 시상

### 슈퍼리그/V투어 개인상
슈퍼리그 신인상
- 김진이 – 1999
- 박경낭 – 2002

V투어 신인상
- 지정희 – 2004

### V-리그 개인상
V-리그 정규리그 MVP
- 몬타뇨 – 2012

V-리그 챔프전 MVP
- 최광희 – 2005
- 몬타뇨 – 2010,2012

V-리그 신인선수상
- 지민경 – 2017

V-리그 베스트7
- 알레나 – 2017
- 오지영 – 2018,2019

V-리그 기량발전상
- 이연주 – 2010
- 백목화 – 2013

득점상
- 몬타뇨 – 2011,2012
- 조이스 – 2014

공격상
- 김세영 – 2005
- 몬타뇨 – 2010,2011,2012

블로킹상
- 김세영 – 2006,2009

서브상
- 백목화 – 2014

수비상
- 임명옥 – 2011,.2014

### KOVO컵 개인상
KOVO컵 MVP
- 김사니 – 2008
- 최은지 – 2018

KOVO컵 MIP
- 한수지 – 2016

## 역대 감독
| 연도          | 감독    | 정규리그 전적 (승–패) | 승률  | 플레이오프 전적 (승–패) | 플레이오프 승률 | 플레이오프 진출 | 정규리그 우승 | 챔피언결정전 우승 |
| ------------- | ------- | --------------------- | ----- | ----------------------- | --------------- | --------------- | ------------- | ----------------- |
| 1988년–?      | 우태환  | —                     | —     | —                       | —               | 0               | 0             | 0                 |
| 1992년–2006   | 김형실1 | 27-17                 | 0.614 | 5-3                     | 0.625           | 2               | 0             | 1                 |
| 2006년–2007   | 김의성  | 3-21                  | 0.125 | —                       | —               | 0               | 0             | 0                 |
| 2007년–2012   | 박삼용  | 81-57                 | 0.587 | 10–8                    | 0.556           | 4               | 1             | 2                 |
| 2012년–2016   | 이성희  | 34–86                 | 0.283 | 0–2                     | 0.000           | 1               | 0             | 0                 |
| 2016년–2019   | 서남원  | 27–33                 | 0.450 | 1–2                     | 0.333           | 1               | 0             | 0                 |
| 2019년–2022년 | 이영택  |                       |       |                         |                 |                 | 0             | 0                 |
| 2022년–현재   | 고희진  | —                     | —     | —                       | —               | 0               | 0             | 0                 |

- 1 전적 및 승률은 2005년 V-리그 출범 이후 기록.